# Kerekes Jenő
Kerekes Jenő (Kolozsvár, 1919. július 13. – Kolozsvár, 2006. május 24.) magyar jogász, egyetemi tanár, jogi és közgazdasági szakíró.

## Életútja
Középiskoláit szülővárosa Református Kollégiumában végezte (1937), ugyanitt az egyetemen jogi és államtudományi doktorátust szerzett (1942). Joggyakornoki és bírói működése után a Magyar Népi Szövetség (MNSZ) jogi osztályának munkatársa. 1949-től a Bolyai Tudományegyetem, illetve Babeș–Bolyai Egyetem jog- és közgazdasági karán előadótanár, közben tanszékvezető (1966–71).
Első írását a Március című főiskolai lap közölte (1943). Publicisztikai cikkei a jog és közgazdaság köréből napilapok (Világosság, Igazság, Romániai Magyar Szó, Előre, Megyei Tükör, Făclia) és folyóiratok (Utunk, A Hét, Művelődés, Tribuna) hasábjain jelentek meg. Szaktanulmányait a Probleme Economice, Korunk, Revista Economică, Studia Universitatis Babeș–Bolyai s a budapesti Jogtudományi Közlöny, valamint bukaresti, iași-i és craiovai gazdaságtudományi gyűjteményes kötetek közölték.
Az Időszerű közgazdasági kérdések című kötetben (1955) jelent meg két, Kecskés Józseffel közösen írt tanulmánya A helyiipar fejlődése a Magyar Autonóm Tartományban és A munkanap-fényképezés és önfényképezés címmel; A Román Népköztársaság Alkotmánya című kötetben (1957) a választási rendszerről írt.
Jogi szaktanulmányai a munkajog és a mezőgazdasági termelőszövetkezeti jog kérdéseit ölelték fel, közgazdasági szaktanulmányaiban főleg az ipargazdaságtan, vállalatszervezés és munkaszervezés foglalkoztatta, figyelmet fordítva a munkajavadalmazásra és az anyagi érdekeltségre, valamint a munkaerőképzésre és a munkaerő hatékony felhasználására.

## Családja
Felesége (1949-től 2006-ig) László Piroska közgazdász, fiai: László (1951–2022) mérnök, egyetemi tanár, György (1952) orvos.

## Társasági tagság
Nyugdíjba vonulása után konzulens professzorként működött, 1990-ben alapító tagja és tíz éven át (1990–2000) aktív elnöke, majd haláláig tiszteletbeli elnöke volt a Romániai Magyar Közgazdász Társaságnak. Alapító és elnökségi tagja volt az Erdélyi Múzeum-Egyesületnek is (1990-2006).

## Munkái
- Ipargazdaságtan (egyetemi jegyzet, 1950);
- A mezőgazdasági termelőszövetkezetek tagjainak jogai és kötelességei (Jogi Kis Könyvtár 8. 1957, németül 1958);
- Az RNK bírósági és ügyészségi szervezeti joga (egyetemi jegyzet, 1958);
- Economia și organizarea științifică a muncii I–II. (egyetemi tankönyv, 1974, újabb kiadása 1976);
- Társszerzője az Organizarea și planificarea unităților industriale (1977) és Economia și organizarea ergonomică a muncii (1981) c. egyetemi tankönyveknek, számos példatárnak és esettanulmánynak.